# 조선총독부 중추원
조선총독부 중추원(中樞院)은 일제강점기 당시 조선총독부의 자문 기관으로 존재한 기관이다. 1945년 9월 21일 재조선미육군사령부군정청에 의해 최종 폐지되었다.

## 개요
조선총독부 중추원은 1910년 9월 30일자로 공포되고, 10월 1일자로 시행된 《조선총독부 중추원 관제》(朝鮮總督府中樞院官制)(조선총독부 관제 및 칙령 제355호)에 의하여 설치되었다.
1910년 12월 12일에는 「중추원의사규칙(中樞院議事規則)」이 제정되었고, 1918년 1월 19일에는 「중추원사무분장규정(中樞院事務分掌規程)」이 제정, 공포되었다. 일제는 식민통치의 일환으로 형식적이나마 지방자치제를 시행하여 1914년 부제(府制)를 실시한 것을 시작으로, 1917년 면제(面制), 1931년 부제 및 읍(邑), 면제(面制), 1933년 도제(道制)를 시행함으로써 지방행정기구에 대응하는 기구를 완성하였다.
각급 행정기관은 그에 대응하는 자문 기관 또는 의결 기관을 구성했는데, 중추원, 참여관, 도회, 부회, 읍회, 면협의회 등이 그것이었다. 설립 당시 조선총독부 중추원의 임원 구성은 의장(議長) 1명, 부의장(副議長, 칙임대우) 1명, 고문(顧問, 칙임대우) 15명, 찬의(贊議, 칙임대우) 20명, 부찬의(副贊議, 주임대우) 35명과 서기관장 1명, 서기관, 통역관 각 약간 명이었다. 이들 중 의장은 정무총감이 겸임했다. 따라서 한국인(조선인)이 차지한 최고의 자리는 부의장이었다. 이러한 구성은 사이토 마코토(齋藤實) 총독 이후 개정되어 찬의, 부찬의를 통틀어 참의(參議)로 개칭하였다.
조선총독부 중추원은 1919년 3월 1일 3.1 운동이 일어나기 전까지 단 한번의 소집 명령조차 없었다. 친일파들에게 나눠준 유일한 정치적 관직인 이 중추원의 부의장에는 김윤식(훈2등 자작, 이후 3·1운동 가담으로 작위 박탈), 고문에는 이완용(훈1등 백작), 박제순(훈1등 자작), 고영희(훈1등 자작), 조중응(훈1등 자작), 이지용(훈1등 백작), 권중현(훈1등 자작), 이하영(훈1등 자작), 이근택(훈1등 자작), 송병준(훈1등 자작), 임선준(훈1등 자작), 이재곤(훈1등 자작), 이근상(훈2등 남작), 이용직(자작, 이후 3·1운동 가담으로 작위 박탈), 조희연(남작, 사후에 반납)이 임명되었다. 1939년에는 박상준이 참의에 임명되었다.
조선총독부 중추원 간부를 역임한 조선인(한국인)은 346명에 달한다. 2002년 발표된 친일파 708인 명단에 중추원 관련자들이 포함되었고, 2008년 민족문제연구소에서 친일인명사전에 수록하기 위해 정리한 친일인명사전 수록예정자 명단에도 337명의 중추원 관련자가 선정되었다. 대한민국 친일반민족행위진상규명위원회가 발표한 친일반민족행위자 명단에도 중추원 분야 친일반민족행위자 244명, 다른 분야에서 조사한 중추원 관련자 89명(총 333명)이 수록되어 있다.

## 관제
1910년 10월에 《조선총독부 중추원 관제》(朝鮮總督府 中樞院 官制)가 제정되면서 의장(議長) 1명, 부의장(副議長, 칙임대우) 1명, 고문(顧問, 칙임대우) 15명, 찬의(贊議, 칙임대우) 20명, 부찬의(副贊議, 주임대우)가 신설되었으며 조선총독부 정무총감이 조선총독부 중추원 의장을 겸했다. 1921년 4월에 《조선총독부 중추원 관제》가 개정되면서 찬의와 부찬의는 참의(參議)로 대체되었고 해당 직위는 1945년 9월 21일을 기해 재조선미육군사령부군정청에 의해 폐지될 때까지 존재했다.

## 역대 의장 및 부의장

### 역대 의장
- 제1대: 야마가타 이사부로(일본어: 山県 伊三郎, 1910년 10월 1일 ~ 1919년 8월 12일)
- 제2대: 미즈노 렌타로(일본어: 水野 錬太郎, 1919년 8월 12일 ~ 1922년 6월 12일)
- 제3대: 아리요시 주이치(일본어: 有吉 忠一, 1922년 6월 12일 ~ 1924년 7월 4일)
- 제4대: 시모오카 주지(일본어: 下岡 忠治, 1924년 7월 4일 ~ 1925년 11월 22일)
- 제5대: 유아사 구라헤이(일본어: 湯浅 倉平, 1925년 11월 22일 ~ 1927년 12월 23일)
- 제6대: 이케가미 시로(일본어: 池上 四郎, 1927년 12월 23일 ~ 1929년 4월 4일)
- 제7대: 고다마 히데오(일본어: 児玉 秀雄, 1929년 4월 4일 ~ 1931년 6월 19일)
- 제8대: 이마이다 기요노리(일본어: 今井田 清徳, 1931년 6월 19일 ~ 1936년 8월 5일)
- 제9대: 오노 로쿠이치로(일본어: 大野 緑一郎, 1936년 8월 5일 ~ 1942년 5월 29일)
- 제10대: 다나카 다케오(일본어: 田中 武雄, 1942년 5월 29일 ~ 1944년 7월 24일)
- 제11대: 엔도 류사쿠(일본어: 遠藤 柳作, 1944년 7월 24일 ~ 1945년 9월 21일)

### 역대 부의장
- 제1대: 김윤식(金允植, 1910년 10월 1일 ~ 1912년 8월 9일)
- 제2대: 이완용(李完用. 1912년 8월 9일 ~ 1926년 2월 12일)
- 제3대: 박영효(朴泳孝, 1926년 3월 12일 ~ 1939년 9월 21일)
- 제4대: 민병석(閔丙奭, 1939년 10월 13일 ~ 1940년 8월 6일)
- 제5대: 윤덕영(尹德榮, 1940년 8월 26일 ~ 1940년 10월 18일)
- 제6대: 이진호(李軫鎬, 1941년 5월 12일 ~ 1943년 10월 19일)
- 제7대: 박중양(朴重陽, 1943년 10월 20일 ~ 1945년 9월 21일)

## 같이 보기
- 조선총독부 중추원 간부 목록